# بدون تولد پشت میله‌ها
بدون تولد پشت میله‌ها (به انگلیسی: No Births Behind Bars) یک گروه مدافع بریتانیایی می‌باشند که خواهان پایان‌دادن به زندانی‌شدن افراد باردار هستند.

## تاریخ
در ماه مارس ۲۰۲۲، این گروه همراه با گروه پشتیبان فمینیست سطح بالا، اعتراضی را در میدان پارلمان سازماندهی نمودند. این اعتراض شامل سخنرانی اِماهیوز بود که به نام قسمتی از اِستَنسْتِد ۱۵ در سال ۲۰۱۷ دستگیر شده‌بود و در زمان دستگیری باردار بود.
در ماه ژوئن ۲۰۲۲، این گروه اعتراضی را در خارج از وزارت دادگستری سازماندهی نمودند تا دومینیک راب وزیر دادگستری را زیر فشار قراردهد تا به طوماری جواب‌دهد که بیش از ۱۰٬۰۰۰ امضا جمع‌آوری کرده بود و از دولت درخواست کرده بود قوانین جزا را تغییردهد تا ایمان حاصل‌شود که دادگران به این امر رسیدگی نمایند و بارداری و والدین را در نظر داشته باشند. در روزهای پایانی همان ماه، این گروه در خارج از زندان اچ‌ام اِستایل در چشایر به مناسبت دو سال از تولد یک نوزاد مرده در زندان که مادر آن در حال طی نمودن دوران محکومیت هشت‌ماهه بود، بعد از اینکه تماس‌های او برای مراقبت‌های پزشکی برای چندین ساعت نادیده گرفته شده بود، اعتراض‌هایی برگزار کردند.